# Août 1844

## Événements

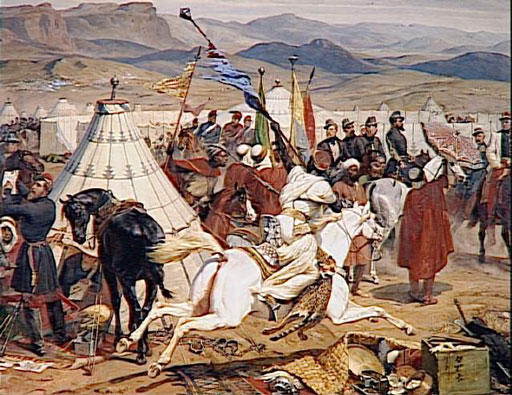
14 août : bataille d'Isly

- 2 août, France : loi d'établissement du chemin de fer de Paris sur la frontière d'Allemagne, par Nancy et Strasbourg.
- 3 août, France : loi qui accorde, à la veuve et aux enfants des auteurs d'ouvrages représentés sur un théâtre, le droit garanti par le décret du 5 février 1810 à la veuve et aux enfants des auteurs d'écrits imprimés.
- 5 août, France : loi d'établissement du chemin de fer de Paris à Sceaux.
- 6 août : début de la guerre du Maroc. Les négociations menées par le prince de Joinville ayant échoué, Tanger est bombardée par l’escadre du prince de Joinville.
- 9 août, Royaume-Uni : la loi de régulation du transport ferroviaire oblige chaque compagnie à assurer sur chacune de ses lignes au moins un train de voyageurs par jour et par sens desservant tous les arrêts. Le prix maximum applicable par ces compagnies est fixé à un penny par mille (1,6 km) et par voyageur, et les voitures voyageurs doivent obligatoirement contenir des sièges et pouvoir protéger les voyageurs des intempéries.
- 14 août : bataille d’Isly. Victoire de Bugeaud sur les Marocains sur l’oued Isly.
- 15 août : Joinville bombarde Mogador et le sultan demande la paix.
- 28 août : rencontre entre Karl Marx et Friedrich Engels à Paris.

## Naissances
- 3 août : Marcel Dieulafoy (mort en 1920), archéologue français.
- 7 août : 
  - Auguste Michel-Lévy (mort en 1911), géologue et minéralogiste français.
  - Félix Régamey, peintre, dessinateur et caricaturiste français († 7 mai 1907).
- 13 août : Friedrich Miescher (mort en 1895), biologiste suisse.
- 17 août : Ménélik II, Empereur d'Éthiopie.
- 22 août : Gaston Save, peintre, graveur, illustrateur, historien et archéologue français († 20 juillet 1901).
- 24 août : Émile Oustalet, zoologiste français († 1905).
- 25 août : Thomas Muir (mort en 1934), mathématicien d'origine écossaise.

## Décès
- 2 août : Jean-Pierre-Joseph d'Arcet (né en 1777), chimiste français.
- 11 août : Jernej Kopitar, linguiste slovène (° 1780).
- 23 août : Edme-Jean Baptiste Bouillon-Lagrange (né en 1764), chimiste et pharmacien français.
- 24 août :
  - Giuseppe Bernardino Bison, peintre italien (° 16 juin 1762).
  - Aaron Chorin (né le 3 août 1766), rabbin hongrois
- 30 août : Francis Baily (né en 1774), astronome anglais.